# К-36 (катапультное кресло)
К-36 — унифицированное авиационное катапультное кресло разработки предприятия «Звезда», применяется на самолётах различных типов, для чего было разработано несколько модификаций. Служит рабочим местом члена экипажа и средством аварийного покидания самолёта.

## Назначение
Унифицированное катапультное кресло К-36 предназначено для установки на самолёты различных типов и предназначено для эксплуатации с унифицированным высотным снаряжением лётчика «Аист», «Сокол», и комплектами ККО-5 (ККО-5ЛП), ВМСК-2М, МСК-3М и ВМСК-4. Кресло обеспечивает спасение лётчика в широком диапазоне высот и скоростей полёта самолёта, включая взлёт и послепосадочный пробег. Катапультирование производится при вытягивании лётчиком ручки катапультирования, после чего все системы кресла срабатывают автоматически. Защита лётчика от перегрузок и воздушного потока обеспечивается системами кресла и защитным снаряжением лётчика. Конструкция кресла предусматривает возможность снятия отдельных узлов и механизмов, с заменой их на другие, что меняет диапазон применения кресла.
Кресло К-36 по конструкции полностью унифицировано с креслом К-36Д, но не оборудовано системой защиты лётчика от набегающего воздушного потока.
Масса кресла К-36 — 137,5 кг. Масса кресла К-36Д — 142,5 кг.

## История
Кресло К-36 было разработано для самолёта вертикального взлёта и посадки Як-36 (1964 год). Этот самолёт мог взлетать и садиться вертикально, при этом вертикальные и переходные режимы полёта считаются наиболее опасными с точки зрения аварийности. Перед конструкторами НПО «Звезда» была поставлена задача — обеспечить нормальное катапультирование и наполнение купола спасательного парашюта при отсутствии поступательной скорости самолёта и скоростного напора воздуха. Поэтому на кресле К-36 была успешно применена однокупольная спасательная система ПСУ-36.

## Конструкция и краткое описание работы
Кресло К-36 состоит из:
- сиденья — это основной силовой блок, на котором размещаются все узлы и механизмы кресла
- комбинированного стреляющего механизма КСМУ-36 (двухтрубный стреляющий механизм первой ступени, твердотопливный реактивный двигатель второй ступени и механизм ввода парашюта)
- коробки механизмов кресла
- заголовника кресла, в котором расположен спасательный парашют
- однокупольной парашютной системы ПСУ-36 (площадь спасательного парашюта 60 м²)
- носимого аварийного запаса НАЗ-8 в чашке кресла
- электромеханической системы управления катапультированием
- системы фиксации лётчика
- системы стабилизации, в виде двух телескопических штанг с двумя стабилизирующими парашютами СП-36
- системы защиты лётчика от воздушного потока (только на К-36Д), в виде вводимого в воздушный поток дефлектора площадью 0,08 м²
- системы ввода парашюта и разделения
- системы электрического регулирования кресла под рост лётчика
- системы электрооборудования кресла; для нормального катапультирования необходимо питание от бортовой сети самолёта.
- кислородной системы кресла, которая включает: блок кислородного оборудования БКО-1 или БКО-2М, кислородный баллон на 0,7 л и объединённый разъём коммуникаций ОРК-18У(М).

Комбинированный стреляющий механизм КСМУ-36 подбрасывает кресло с лётчиком при подрыве пиропатрона первой ступени ПК-16М, с перегрузкой не более 20 g. Инициатором срабатывания ПК-16М служит пиропатрон УДП2-1. Вторая ступень — пороховой ракетный двигатель, который работает 0,4 сек, создавая тягу ~ 3200 кгс, с перегрузкой 14 g. Запуск двигателя второй ступени производится патроном-воспламенителем ПВ-35. Вторая ступень включается при выходе (механическом движении) кресла в направляющих рельсах.
Ввод спасательного парашюта в действие зависит от скорости полёта самолёта в момент катапультирования и задержка ввода срабатывания прибора КПА-4М составляет от нуля до 1,75 сек (скорость полёта самолёта от 0 до 1400 км/ч). При катапультировании на нулевой высоте (на уровне земли) спасательный парашют вводится в действие через 0,7 сек с начала катапультирования, что соответствует верхнему участку траектории полёта кресла с лётчиком. При катапультировании на высотах от 5 тыс. метров и до практического потолка полёта самолёта лётчик падает вместе с креслом до высоты 5 тыс. метров, на этой высоте через 0,8-1,2 сек по команде прибора ППК-У гильотины разрезают привязные ремни лётчика и происходит разделение с креслом и ввод спасательного парашюта. Если по какой-либо причине на высоте 5000 м не сработал ППК-У, то на высоте 1500 м срабатывает прибор ППК-1М. Через 7 сек после отделения лётчика от кресла срабатывают пирорезаки и отделяется ранец НАЗ, который повисает на 10-метровой части 16-метрового фала. В случае спуска на воду лётчик выдёргивает ручку ввода спасательной лодки, которая наполняется и повисает на конце 16-и метрового фала.
В пирокомплект кресла входят следующие изделия:
- пиропатрон ПК-16М пиромеханизма 1-й ступени стреляющего механизма КСМУ
- четыре пиропатрона ПК-21М-2, устанавливаемые в пиромеханизмы системы фиксации, системы стабилизации и МВП
- патрон-воспламенитель ПВ-35 пиромеханизма второй ступени КСМУ
- два полукомплекта порохового заряда ПЗУ-36 (76 пороховых шашек), устанавливаемые в две секции корпуса 2-й ступени КСМУ. Марка пороха РНДСИ-5к
- электропиропатроны УДП2-1 (2 шт.) электромеханических затворов 1-й ступени КСМУ и системы фиксации
- два пирорезака Р-7 отделения ранца НАЗ